# Mass Hysteria à l'Olympia
Pour les articles homonymes, voir Liste des albums intitulés Live.
Albums de Mass Hysteria
L'Armée des ombres
(2012) Matière Noire
(2015)
Mass Hysteria à l'Olympia est le troisième album en public du groupe de metal industriel français Mass Hysteria, sorti le 30 Septembre 2013. Certifié Vidéo or par le Snep. 

## Production
Il a été enregistré en live à l'Olympia à Paris le 5 avril 2013.

## Liste des morceaux

### CD
CD 1
1. Positif à Bloc
2. Tout Doit Disparaître
3. World on Fire
4. Babylone
5. Une Somme de Détails
6. L'Homme S'Entête
7. P4
8. Sur la Brèche
9. Donnez-Vous la Peine
10. Remède

CD 2
1. Pulsion
2. Sérum Barbare
3. Vertige des Mondes
4. L'Archipel des Pensées
5. L'Esprit du Temps
6. Même Si J'Explose
7. Knowledge Is Power
8. Respect to the Dancefloor
9. Des Nouvelles du Ciel
10. Contraddiction
11. Furia

### DVD
1. Positif à Bloc
2. Tout Doit Disparaître
3. World on Fire
4. Babylone
5. Une Somme de Détails
6. L'Homme S'Entête
7. P4
8. Sur la Brèche
9. Donnez-Vous la Peine
10. Remède
11. Pulsion
12. Sérum Barbare
13. Vertige des Mondes
14. L'Archipel des Pensées
15. L'Esprit du Temps
16. Même Si J'Explose
17. Knowledge Is Power
18. Respect to the Dancefloor
19. Des Nouvelles du Ciel
20. Contraddiction
21. Furia

## Crédits
- Mouss Kelai — chant
- Yann Heurtaux — guitare
- Nicolas Sarrouy — guitare
- Vincent Mercier — basse
- Raphaël Mercier — batterie et samples
- Erwan Disez — guitare (sur le morceau Respect to the Dancefloor)
- Stéphan Jaquet — basse (sur le morceau Respect to the Dancefloor)
- Pascal Jeannet — chœurs (sur le morceau Respect to the Dancefloor)
- Eric Canto — Artwork et photos

Une version Blu Ray a également été édité, mais la piste 5.1 étant défectueuse (contrairement à la PCM et la 2.0) sa commercialisation s’est limitée à la sortie. À noter qu’elle contenait en bonus inédit l’intégralité du concert au Hellfest de 2013.

## Récompense
En mars 2018, soit 5 ans après sa sortie, il s'est vendu à plus de 7 500 exemplaires et est certifié vidéo or.